# Grimmia incurva
Grimmia incurva (deutsch Krummblatt-Kissenmoos oder Krummes Kissenmoos) ist eine Laubmoos-Art aus der Familie Grimmiaceae.

## Merkmale
Grimmia incurva kann je nach Standort recht variabel sein. Das Moos wächst in sattgrünen bis schwärzlichen, lockeren bis dichten Polstern. Die einzelnen Pflanzen sind bis 4 Zentimeter groß, aufrecht und verzweigt. Die Blätter sind am Stämmchengrund sehr klein, werden nach oben hin rasch größer und bis 4 Millimeter lang, aus lanzettlichem Grund in eine lange Spitze ausgezogen, oben scharf gekielt und im Querschnitt V-förmig. Die oberen Blätter tragen gewöhnlich eine kurze Glasspitze. Trockene Blätter sind verbogen bis gekräuselt, beim Anfeuchten biegen sie sich zurück und bleiben dann aufrecht abstehend. Der Blattränder sind flach oder unten wenig zurückgebogen. Die Rippe ist am Grund schwächer, in der Blattmitte kräftig und endet kurz vor der Blattspitze. Die Blattgrundzellen sind verlängert rechteckig, an den Rändern sind zwei Zellreihen hyalin. Die oberen Blattzellen sind rundlich quadratisch mit verdickten und buchtigen Zellwänden. Die Blätter sind unten einzellschichtig, oben teilweise zweizellschichtig, die oberen Ränder können auch dreizellschichtig sein. Die Zellen der Rippenrückseite (dorsal) sind im oberen Teil länger als die angrenzenden Laminazellen.
Die Geschlechterverteilung ist diözisch. Kapseln sind recht selten vorhanden. Die Seta ist bis 2,5 Millimeter lang, die eiförmige, geneigte bis hängende Kapsel ist teilweise in die Blätter eingesenkt.

## Standortansprüche und Verbreitung
Die Art wächst an lichtreichen, trockenen Stellen auf silikatischen Blöcken und Steinen. Sie ist in Österreich und der Schweiz in den alpinen Höhenlagen der Zentralalpen verbreitet. In Deutschland sind die Wuchsorte auf Hochlagen der Mittelgebirge beschränkt.
Weltweit gibt es Vorkommen in Europa, ausgenommen Südeuropa, in Asien und in Nordamerika.